# مارسينيا لايل ستون
توني ستون (17 يوليو 1921 - 2 نوفمبر 1996)، وُلدت باسم مارسينيا لايل ستون، كانت لاعبة بيسبول أمريكية محترفة لعبت في بطولات الدوري التي يهيمن عليها الذكور. في عام 1953، أصبحت أول امرأة تلعب بشكل منتظم في فريق بيسبول محترف أمريكي على مستوى كبير عندما انضمت إلى فريق إنديانابوليس المهرجين في الدوريات للبشرة السمراء التي كانت تقتصر على الذكور سابقًا (ستلعب امرأتان أخريان لاحقًا الفريق). كانت لاعبة بيسبول منذ طفولتها المبكرة، ولعبت أيضًا مع فريق سان فرانسيسكو سي ليونز، ونيو أورلينز كريولز، وإنديانابوليس كلاونز، وكانساس سيتي موناركس قبل تقاعدها من لعبة البيسبول في عام 1954. تعرضت ستون للسخرية في بعض الأحيان من قبل زملائها في الفريق، حيث قيل لها ذات مرة: "اذهبي إلى المنزل وأصلحي لزوجك بعض البسكويت"، لكنها لم توافق. إبلغت على نطاق واسع أنها خلال مباراة استعراضية في عام 1953، ضربت كرة واحدة خارج ملعب الكرة السريعة التي قدمها اللاعب الأسطوري سيتشل بيج، على الرغم من فشل التحقق من صحة هذا الادعاء.

## وقت مبكر من الحياة
ولدت في ولاية فرجينيا الغربية لبويكين وويلا ماينارد ستون، كان لدى توني ستون شقيقتان وأخ. كان والدها حلاقًا، وهو خريج معهد توسكيجي، والذي خدم أيضًا في جيش الولايات المتحدة خلال الحرب العالمية الأولى. وتزوج من مصففة شعر تدعى ويلا ماينارد.
كانت ستون في العاشرة من عمرها عندما انتقلت عائلتها إلى حي روندو في سانت بول (مينيسوتا)، وافتتح والداها محل بويكين للحلاقة والتجميل. لقد استمتعت بلعب البيسبول مع الأولاد في الحي، وحصلت على لقب "الفتاة المسترجلة". اشترت والدتها، التي كانت قلقة من أن لعبة البيسبول ليست مهذبة، زوجًا من أحذية التزلج على الجليد لستون. على الرغم من أنها قدمت أداءً جيدًا في منافسة على مستوى المدينة، إلا أن اهتمامها كان منصبًا على لعبة البيسبول. من المؤكد أن الكرة اللينة لم تكن "بالسرعة الكافية" لجذب اهتمامها. تسجل تقارير مختلفة مهارة في السباحة والمضمار وكرة السلة وحتى كرة القدم. في المدرسة، كانت ترتدي السراويل بدلاً من التنانير وكانت تتعرض للاستفزاز بسبب تفضيلاتها. يقال إنها غالبًا ما كانت تتغيب عن المدرسة لتلعب البيسبول.
لم يكن الأمر أن ستون لم تستمتع بالعمل الفكري؛ كانت راعية متعطشة للمكتبة وقارئة لـ شيكاغو المدافع. فهي ببساطة لم تجد أن المحتوى الذي تعلمته في المدرسة كان يعكس واقعها.
أدرك كاهن الكاثوليكي، الذي استشاره والدا توني للحصول على المساعدة، قوة ستون كرامي وشجعها على تجربة الانضمام إلى فريق البيسبول للأولاد في كنيسة كلافر الكاثوليكية في دوري القزم الكاثوليكي، والذي يشبه الدوري الصغير اليوم. ولأنه كان نشاطًا كنسيًا، وافق والداها على مشاركتها. ولسوء الحظ، لم يكن المدرب مهتمًا بتنمية مهارتها، لذا علمت ستون نفسها من خلال قراءة كتب القواعد. على أمل أن تتعلم كيف تصبح لاعبة أفضل، انضمت ستون إلى فريق الكرة اللينة للفتيات، هايليكس، لكنها لم تكن راضية عن اللعب في تلك الرياضة. لا يزال ستون يبحث عن التعليمات، وكان يظهر ويشاهد مدرسة البيسبول التي يديرها مدير سانت بول ساينتس، غابريلا ستريت. وقال ستريت لمجلة إيبوني في مقابلة: "لم أستطع التخلص منها حتى منحتها فرصة". "في كل مرة كنت أطاردها بعيدًا، كانت تقترب من الزاوية وتعود لتصيبني مرة أخرى."
في عمر 16 عامًا، كان ستون يلعب مباريات عطلة نهاية الأسبوع مع فريق مدينة التوأم العمالقة الملونة. كانت تتقاضى أجرًا يتراوح بين 2 إلى 3 دولارات للعبة، لذلك سمح لها والداها باللعب. لقد تركت المدرسة الثانوية في نهاية المطاف على أمل كسب لقمة العيش من خلال لعب البيسبول. في عام 1943 انتقلت إلى سان فرانسيسكو حيث تعيش أختها.
كسبت لقمة عيشها من خلال وظائف غريبة أثناء إقامتها في منطقة فيلمور، واتخذت اسم "توني ستون"، والذي شعرت أنه يناسب هويتها أكثر من "مارسينيا". في جاك تافرن، أول ملهى ليلي مملوك للسود في الحي، التقت بالكابتن أوريليوس بيشيا ألبيرجا، وهو مواطن من أوكلاند وأحد قدامى المحاربين في الحرب العالمية الأولى. تزوجا عام 1950. بينما استمر في العيش في منطقة خليج سان فرانسيسكو بينما تابعت ستون مسيرتها المهنية في فرق البيسبول في جميع أنحاء البلاد، ظلوا متزوجين حتى وفاته عن عمر يناهز 103 أعوام في الثمانينيات.

## مهنة البيسبول
قضى ستون وقتًا في جاك تافرن أون سوتر، وأصبح صديقًا لأحد المالكين، الرويد "آل" الحب. قدمها لوف إلى فريق الفيلق الأمريكي للبيسبول المحلي، والذي كان جزءًا من الشبكة الوطنية لفرق البيسبول للهواة للمراهقين. كان ستون قد لعب بشكل غير رسمي بعض الكرة مع فريق الفيلق الأمريكي في ولاية مينيسوتا. في سان فرانسيسكو، بسبب الحدود العمرية لفرق الفيلق الأمريكي، طرحت ستون عشر سنوات من عمرها، مدعية أنها تبلغ من العمر 17 عامًا بدلاً من 27. لعبت مع الفريق في سان فرانسيسكو من عام 1943 إلى عام 1945.
شقت ستون طريقها إلى قائمة أسود البحر في سان فرانسيسكو بحلول ربيع عام 1949. فشل الساحل الغربي قصير الأمد عام 1946 رابطة البيسبول البشرة السمراء، التي كان أسود البحر عضوًا فيها، ألهمت المالكين هال كينج وهارولد موريس لاغتنام فرصة حجة ستون بأنها ستجذب الحشود. لقد ضربت في جولتين في أول مرة لها. في ذلك الوقت، كانت أسود البحر تتجول في جميع أنحاء البلاد، لذلك كان العمل شاقًا. سرعان ما أصبحت ستون مستاءة من مالكة أسود البحر بعد أن اكتشفت أنها حصلت على أجر أقل من زملائها الذكور. انضم ستون إلى نيو أورليانز الكريول (1949-1952).
بالنسبة لموسم 1953، وقعت ستون من قبل سيد بولوك، مالك فريق إنديانابوليس كلاونز، ليلعب القاعدة الثانية، وهو المركز الذي لعبه هانك آرون للفريق قبل الانضمام إلى ميلووكي بريفز (الآن أتلانتا بريفز). وبحسب ما ورد كان بولوك يحاول استئجار ستون لفريق إنديانابوليس كلاونز منذ نهاية موسم البيسبول عام 1950. بينما ذكرت وسائل الإعلام أنها وافقت أخيرًا على التوقيع مقابل مبلغ مذهل قدره 12000 دولار لهذا الموسم، حددت العديد من المصادر هذا الرقم على أنه غير صحيح لأغراض الدعاية. تشير تقارير أخرى إلى أن بولوك أراد أن تلعب ستون بتنورة أو بسروال قصير، لكنها رفضت، على الرغم من أنها ارتدت واقيًا مطاطيًا للصدر. كان بولوك شريكًا في العديد من المشاريع التجارية مع آبي سابيرستين، مالك فريق هارلم غلوبتروترز، وأيضًا أحد مؤسسي رابطة الساحل الغربي للبشرة السمراء البيسبول. على غرار فريق كرة السلة الخادع، قدم كل من الكلاونز الترفيه بأسلوب المهرج في الألعاب ولعبوا الكرة الجادة. جذب وجود امرأة في الفريق المزيد من المتفرجين، لكن ستون لعبت أيضًا على محمل الجد. لعبت 50 مباراة في موسمها مع المهرجين، وضربت .243.
ادعت الصحف في ذلك الوقت أن الحضور في مباريات المهرجين وصل إلى مستويات قياسية عندما بدأت اللعب، وظهرت بشكل كبير في المواد الترويجية للفريق.

### تأثير الفصل العنصري والتمييز الجنسي
على الرغم من وجود دوري بيسبول للنساء، وهو دوري البيسبول للمحترفين جميع الفتيات الأمريكيات، إلا أنه ظل منفصلًا بشكل غير رسمي، زاعمًا أن النساء البيض فقط يستوفين معايير الجمال الصارمة.
كانت ستون أول لاعبة في الدوريات البشرة السمراء، ولم تستقبل بأذرع مفتوحة. يقال إن باني داونز، مديرة المهرجين، أخبرت ستون ذات مرة أنه "من الأفضل لها أن تلتزم بالحياكة والطهي المنزلي"، لكنها ادعت علنًا أنها فازت بتأييدها بعد رؤيتها وهي تلعب. تجنبها معظم لاعبي الكرة الذكور وعاملوها بوقت عصيب لأنها امرأة. كانت ستون فخورة جدًا بحقيقة أن اللاعبين الذكور كانوا في طريقهم للحصول عليها. كانت تُظهر الندبات الموجودة على معصمها الأيسر وتتذكر الوقت الذي ضربت بواسطة اعداء يحاولون إخراج المرأة التي تقف في القاعدة الثانية. وتذكرت قائلة: "لقد كان بالخارج".
على الرغم من أنها كانت جزءًا من الفريق، لم يُسمح لها بالدخول إلى غرفة خلع الملابس. إذا كانت محظوظة، فسيُسمح لها بتغيير ملابسها في غرفة تبديل الملابس الخاصة بالحكم. ذات مرة، طُلب من ستون أن ترتدي تنورة أثناء اللعب من أجل الجاذبية الجنسية، لكنها لم تفعل ذلك. على الرغم من أنها شعرت بأنها "واحدة من الرجال"، إلا أن الأشخاص من حولها لم يشعروا بذلك. أثناء اللعب مع فريق كانساس سيتي موناركس، أمضت معظم المباراة على مقاعد البدلاء، بجانب الرجال الذين يكرهونها. وقالت: "لقد كان الجحيم".[بحاجة لمصدر]

### التقاعد
بيع عقد ستون إلى كانساس سيتي موناركس قبل موسم 1954، وتقاعدت بعد الموسم بسبب قلة وقت اللعب.

### الحياة والموت بعد البيسبول
بعد موسم 1954، انتقلت ستون إلى أوكلاند، كاليفورنيا، للعمل كممرضة ورعاية زوجها المريض.
توفي توني ستون في 2 نوفمبر 1996، بسبب قصور في القلب في دار لرعاية المسنين في ألاميدا، كاليفورنيا. كان عمرها 75 عامًا.

## إرث
كل إنجازات ستون تجعلها "واحدة من أفضل اللاعبات التي لم تسمع عنهن من قبل"، وفقًا لرابطة لاعبي البيسبول في دوري للبشرة السمراء.
في عام 1990، إدرجت في معرضين في قاعة مشاهير البيسبول، أحدهما عن "النساء في البيسبول" والآخر عن "دوري البيسبول للبشرة السمراء". في عام 1993، إدخلت ستون في قاعة مشاهير الرياضة النسائية، وكذلك في قاعة مشاهير الرياضة النسائية الدولية. في عام 1990، أعلنت مدينة سانت بول، مينيسوتا، مسقط رأس ستون، يوم 6 مارس "يوم توني ستون". يوجد في سانت بول أيضًا ملعب يحمل اسم توني ستون يقع في مجمع دانينغ للبيسبول.
في عامي 2020 و2021، رشحت جمعية أبحاث البيسبول الأمريكية ستون لجائزة دوروثي سيمور ميلز للإنجاز مدى الحياة.
في 9 فبراير 2022، كرمت شركة جوجل إرث ستون وإنجازاتها من خلال جعلها شعار جوجل دودل على صفحتها الرئيسية. تُظهر الصورة ستون وهي تلعب كرة بيسبول من موقعها الأساسي الثاني وترمي الكرة في اتجاه القاعدة الأولى، بينما يعبر عداء الفريق المنافس أمامها في اتجاه القاعدة الثانية. إنشئت رسومات الشعار المبتكرة بواسطة الرسامة ومديرة الرسوم المتحركة مونيك راي المقيمة في سان فرانسيسكو.

## في وسائل الإعلام الشعبية

### المفاهيم الخاطئة
صنعت عناصر السيرة الذاتية المختلفة لحياة ستون لوسائل الإعلام الشعبية إيجاريًا لأغراض التسويق. راتب التوقيع السنوي المزعوم لستون البالغ 12000 دولار مع المهرجين، والذي ادعى بولوك أنه كان أكثر من أول عقد لجاكي روبنسون في الدوري الرئيسي، كان على الأرجح حوالي 350 دولارًا إلى 400 دولار شهريًا. روج مسؤولو الدعاية في الكلاونز لدرجة البكالوريوس من كلية ماكاليستر - كما انخفضت ستون أيضًا عن عمرها بعشر سنوات من أجل الانضمام إلى فريق للمراهقين في سان فرانسيسكو، واحتفظت بالعمر الأدنى في سيرتها الذاتية في لعبة البيسبول.
نظرت جمعية أبحاث البيسبول الأمريكية عن كثب بشكل خاص في ادعاء ستون بأنها حصلت على ضربة من سيتشل بيج، من سانت لويس براونز، في عيد الفصح يوم الأحد عام 1953. على الرغم من أنه لم يدحض أحد هذا الادعاء تمامًا، إلا أنه أثناء تدريب الربيع عندما حدثت اللعبة الاستعراضية، لا يوجد سجل عن لعب براون للمهرجين.
أدى نقل المعلومات عن ستون من مصدر إلى مصدر إلى تشويه بعض تفاصيل حياتها. تزعم مقالات الصحف أنها "تخرجت من مدرسة روزفلت الثانوية"، بينما كتب آخرون أنها "بعد الانتهاء من المدرسة النحوية، دخلت مدرسة روزفلت الثانوية". تذكر مصادر أخرى مدارس ثانوية أخرى تمامًا. في الواقع، أكدت المزيد من المصادر العلمية أنها تركت المدرسة الثانوية.
من بين العديد من الادعاءات الأخرى، لا يستطيع الباحثون التحقق مما إذا كانت قد لعبت لصالح فريق نيو أورليانز بلاك بيليكانز أم لا.

### مسرح
في عام 1996، قام مسرح التاريخ الأمريكي العظيم في سانت بول، مينيسوتا، بعرض مسرحية روجر نيبور المسترجلة بعد وقت قصير من وفاة ستون، على الرغم من أنها لم تحقق نجاحًا كبيرًا.
بعد ما يقرب من عشرين عامًا، استندت توني ستون، التي كتبتها ليديا ر. دايموند بتكليف من شركة مسرح دوار وسامانثا باري وعرضت لأول مرة خارج برودواي في عام 2019، إلى السيرة الذاتية الكاملة لمارثا أكمان، كرة المنحنيات: القصة الرائعة لتوني. حجر. تتناول المسرحية مهنة ستون في لعبة البيسبول، بالإضافة إلى التحديات التي واجهتها كامرأة سوداء. في غضون عام من نشرها، عُرضت المسرحية في العديد من المسارح في جميع أنحاء البلاد، على الرغم من أن جائحة كوفيد-19 أعاق إنتاجها.